# Jember
Jember – miasto w Indonezji na Jawie w prowincji Jawa Wschodnia.
Główny ośrodek uprawy tytoniu i przemysłu tytoniowego; także uprawa trzciny cukrowej, kauczukowca, kawy; przemysł spożywczy, chemiczny, papierniczy; węzeł komunikacyjny; uniwersytet (Universitas Jember zał. 1964).